# Třída V 67
Třída V 67 byla třída torpédoborců německé Kaiserliche Marine z období první světové války. Celkem bylo postaveno osmnáct jednotek této třídy. Devět torpédoborců byly ztraceno za první světové války. Dalších sedm bylo po válce internováno ve Scapa Flow, kde je v roce 1919 během incidentu ve Scapa Flow zkusila potopila vlastní posádka, z toho tři úspěšně. Čtyři najely na břeh, byly předány Japonsku, USA a Velké Británii a poté sešrotovány. Jeden byl internován ve Švédsku, po válce předán Velké Británii a sešrotován. Nejdelé sloužil V 79, který do roku 1933 provozovalo francouzské námořnictvo.

## Stavba
Torpédoborce byly objednány v rámci mobilizačního programu z roku 1914. Celkem bylo objednáno osmnáct jednotek této třídy. Poslední tři měly zesílenou výzbroj. Kýly plavidel byly založeny v letech 1914–1915 v loděnicích AG Vulcan Stettin ve Štětíně a Hamburku. Do služby byly přijaty v letech 1915–1916.
Jednotky třídy V 67:
| Jméno | Loděnice          | Zahájení stavby | Spuštění na vodu  | Zařazena do služby | Status |
| ----- | ----------------- | --------------- | ----------------- | ------------------ | --- |
| V 67  | AG Vulcan Hamburg | 1914            | 3. srpna 1915     | listopad 1915      | Dne 2. listopadu 1918 při německém ústupu z Belgie potopen vlastní posádkou v kanálu Ghent–Terneuzen.                                             |
| V 68  | AG Vulcan Hamburg | 1914            | 24. srpna 1915    | prosinec 1915      | Dne 8. srpna 1918 u pobřeží Flander potopen minou.                                                                                                |
| V 69  | AG Vulcan Stettin | 1914            | 18. srpna 1915    | leden 1916         | Dne 2. listopadu 1918 při německém ústupu z Belgie potopen v Ghentu vlastní posádkou.                                                             |
| V 70  | AG Vulcan Hamburg | 1914            | 14. října 1915    | leden 1916         | V listopadu 1918 internován ve Scapa Flow. Dne 21. června 1919 při incidentu ve Scapa Flow potopen vlastní posádkou. Sešrotován.                  |
| V 71  | AG Vulcan Stettin | 1914            | 1. září 1915      | březen 1916        | Roku 1918 internován ve Stockholmu. Roku 1920 předán Velké Británii. Sešrotován.                                                                  |
| V 72  | AG Vulcan Stettin | 1914            | 30. prosince 1915 | březen 1916        | Dne 11. listopadu 1916 ve Finském zálivu potopen minou.                                                                                           |
| V 73  | AG Vulcan Stettin | 1914            | 24. září 1915     | únor 1916          | V listopadu 1918 internován ve Scapa Flow. Dne 21. června 1919 se jej posádka pokusila potopit. Najel na břeh. Předán USA. Sešrotován.            |
| V 74  | AG Vulcan Stettin | 1914            | 29. října 1915    | březen 1916        | Dne 3. října 1918 při německém ústupu z Belgie potopen v Bruggách vlastní posádkou.                                                               |
| V 75  | AG Vulcan Hamburg | 1914            | 15. ledna 1915    | duben 1916         | Dne 10. listopadu 1916 ve Finském zálivu potopen minou.                                                                                           |
| V 76  | AG Vulcan Hamburg | 1914            | 27. února 1916    | červen 1916        | Dne 11. listopadu 1916 ve Finském zálivu potopen minou.                                                                                           |
| V 77  | AG Vulcan Hamburg | 1914            | 28. února 1916    | květen 1916        | Dne 2. listopadu 1918 při německém ústupu z Belgie potopen vlastní posádkou v kanálu Ghent–Terneuzen.                                             |
| V 78  | AG Vulcan Stettin | 1914            | 19. února 1916    | květen 1916        | V listopadu 1918 internován ve Scapa Flow. Dne 21. června 1919 při incidentu ve Scapa Flow potopen vlastní posádkou. Sešrotován.                  |
| V 79  | AG Vulcan Hamburg | 1914            | 18. dubna 1916    | červenec 1916      | Roku 1920 předán Francii. Francouzským námořnictvem provozován jako Pierre Durand. Vyřazen 1933.                                                  |
| V 80  | AG Vulcan Stettin | 1914            | 28. dubna 1916    | červenec 1916      | V listopadu 1918 internován ve Scapa Flow. Dne 21. června 1919 se jej posádka pokusila potopit. Najel na břeh. Předán Japonsku. Sešrotován.       |
| V 81  | AG Vulcan Stettin | 1914            | 27. května 1916   | červenec 1916      | V listopadu 1918 internován ve Scapa Flow. Dne 21. června 1919 se jej posádka pokusila potopit. Najel na břeh. Předán Velké Británii. Sešrotován. |
| V 82  | AG Vulcan Stettin | 1914            | 5. července 1916  | srpen 1916         | V listopadu 1918 internován ve Scapa Flow. Dne 21. června 1919 se jej posádka pokusila potopit. Najel na břeh. Předán Velké Británii. Sešrotován. |
| V 83  | AG Vulcan Stettin | 1914            | 10. června 1916   | říjen 1916         | V listopadu 1918 internován ve Scapa Flow. Dne 21. června 1919 při incidentu ve Scapa Flow potopen vlastní posádkou. Sešrotován.                  |
| V 84  | AG Vulcan Hamburg | 1914            | 17. srpna 1916    | listopad 1916      | Dne 26. května 1917 v Severním moři potopen minou.                                                                                                |

## Konstrukce

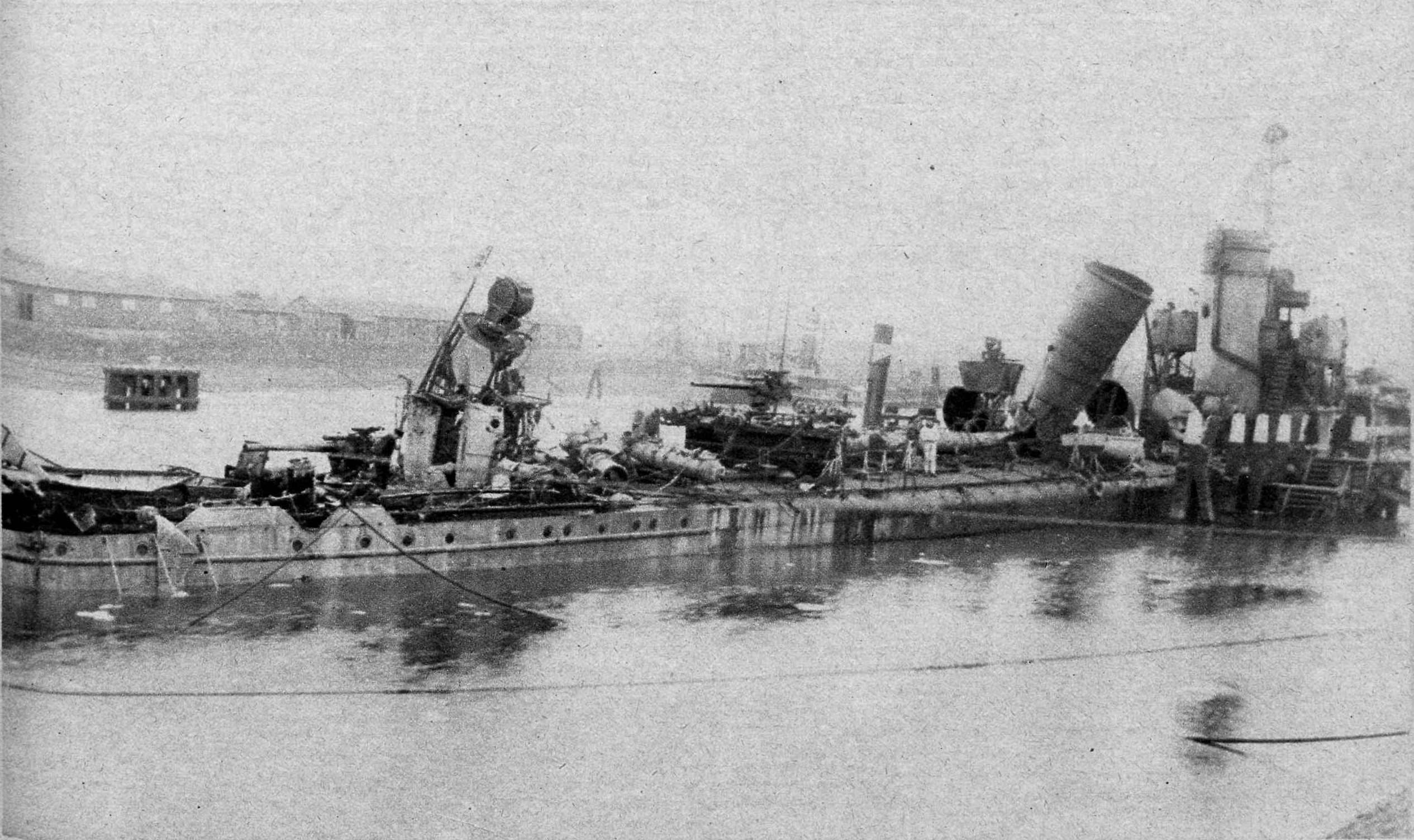
Poškozený torpédoborec SMS V 69 v nizozemském IJmuidenu

Hlavní výzbroj představovaly tři 88mm kanóny TK L/45 C/14, šest 500mm torpédometů (dva dvojité, dva jednoduché) se zásobou osmi torpéd a až 24 námořních min. Pohonný systém tvořily tři kotle Marine a dvě parní turbíny AEG-Vulcan o výkonu 23 500 hp, pohánějící dva lodní šrouby. Měly dva komíny. Nejvyšší rychlost dosahovala 34 uzlů. Neseno bylo 306–308 tun topného oleje. Dosah byl 2050 námořních mil při rychlosti sedmnáct uzlů.
Torpédoborce V 83–V 84 měly posílenou hlavňovou výzbroj tří 105mm kanónů a upravené turbíny.

### Modifikace
Roku 1916 byly přeživší torpédoborce (V 67–V 71, V 73, V 74, V 77–V 81) přezbrojeny třemi 105mm kanóny.